# 小笠テレビ中継局
座標: 北緯34度40分7秒 東経138度5分40秒 / 北緯34.66861度 東経138.09444度
小笠テレビ中継局（おがさテレビちゅうけいきょく）は、静岡県菊川市に置かれているテレビの中継局。

## 所在地
- 菊川市河東（河東山）[1][2][3]

## 中継局概要

### デジタルテレビ放送
| リモコン 番号 | 放送局名            | チャンネル 番号 | 空中線 電力 | ERP   | 偏波面   | 放送対象地域 | 放送区域 内世帯数 | 運用開始日    |
| ------------- | ------------------- | --------------- | ----------- | ----- | -------- | ------------ | ----------------- | ------------- |
| 1             | NHK静岡 総合        | 16              | 1W          | 10.5W | 水平偏波 | 静岡県       | 約12,900世帯      | 2008年2月25日 |
| 2             | NHK静岡 教育        | 14              | 1W          | 10.5W | 水平偏波 | 全国         | 約12,900世帯      | 2008年2月25日 |
| 4             | SDT 静岡第一テレビ  | 25              | 1W          | 10.5W | 水平偏波 | 静岡県       | 約12,900世帯      | 2008年2月25日 |
| 5             | SATV 静岡朝日テレビ | 23              | 1W          | 10.5W | 水平偏波 | 静岡県       | 約12,900世帯      | 2008年2月25日 |
| 6             | SBS 静岡放送        | 21              | 1W          | 10.5W | 水平偏波 | 静岡県       | 約12,900世帯      | 2008年2月25日 |
| 8             | SUT テレビ静岡      | 22              | 1W          | 10.5W | 水平偏波 | 静岡県       | 約12,900世帯      | 2008年2月25日 |

#### 放送エリア
- 掛川市、菊川市及び御前崎市の一部[2][3]

#### 歴史
- 2008年
  - 1月25日 - 予備免許交付[2]
  - 1月28日 - 試験放送開始
  - 2月22日 - 本免許交付[3]
  - 2月25日 - 本放送開始[1]

### アナログテレビ放送
| チャンネル 番号 | 放送局名            | 空中線 電力       | ERP               | 偏波面   | 放送対象地域 | 放送区域 内世帯数 | 運用開始日    | 放送終了日    |
| --------------- | ------------------- | ----------------- | ----------------- | -------- | ------------ | ----------------- | ------------- | ------------- |
| 47              | SBS 静岡放送        | 映像30W/ 音声7.5W | 映像260W/ 音声65W | 水平偏波 | 静岡県       | 約15,585世帯      | 1969年4月20日 | 2011年7月24日 |
| 49              | NHK静岡 総合        | 映像30W/ 音声7.5W | 映像230W/ 音声58W | 水平偏波 | 静岡県       | 約15,585世帯      | 1969年3月29日 | 2011年7月24日 |
| 51              | NHK静岡 教育        | 映像30W/ 音声7.5W | 映像230W/ 音声58W | 水平偏波 | 全国         | 約15,585世帯      | 1969年3月29日 | 2011年7月24日 |
| 19 → 53         | SATV 静岡朝日テレビ | 映像30W/ 音声7.5W | 映像220W/ 音声54W | 水平偏波 | 静岡県       | 約15,585世帯      | -             | 2011年7月24日 |
| 21 → 55         | SUT テレビ静岡      | 映像30W/ 音声7.5W | 映像220W/ 音声54W | 水平偏波 | 静岡県       | 約15,585世帯      | -             | 2011年7月24日 |
| 17 → 57         | SDT 静岡第一テレビ  | 映像30W/ 音声7.5W | 映像220W/ 音声54W | 水平偏波 | 静岡県       | 約15,585世帯      | -             | 2011年7月24日 |

#### 補足
- 2004年10月1日から12月20日の期間に、アナログ周波数変更の受信対策（アナアナ変換）が実施された[7][8]。
- 全局2011年7月24日の正午をもって放送終了。